# Gondola

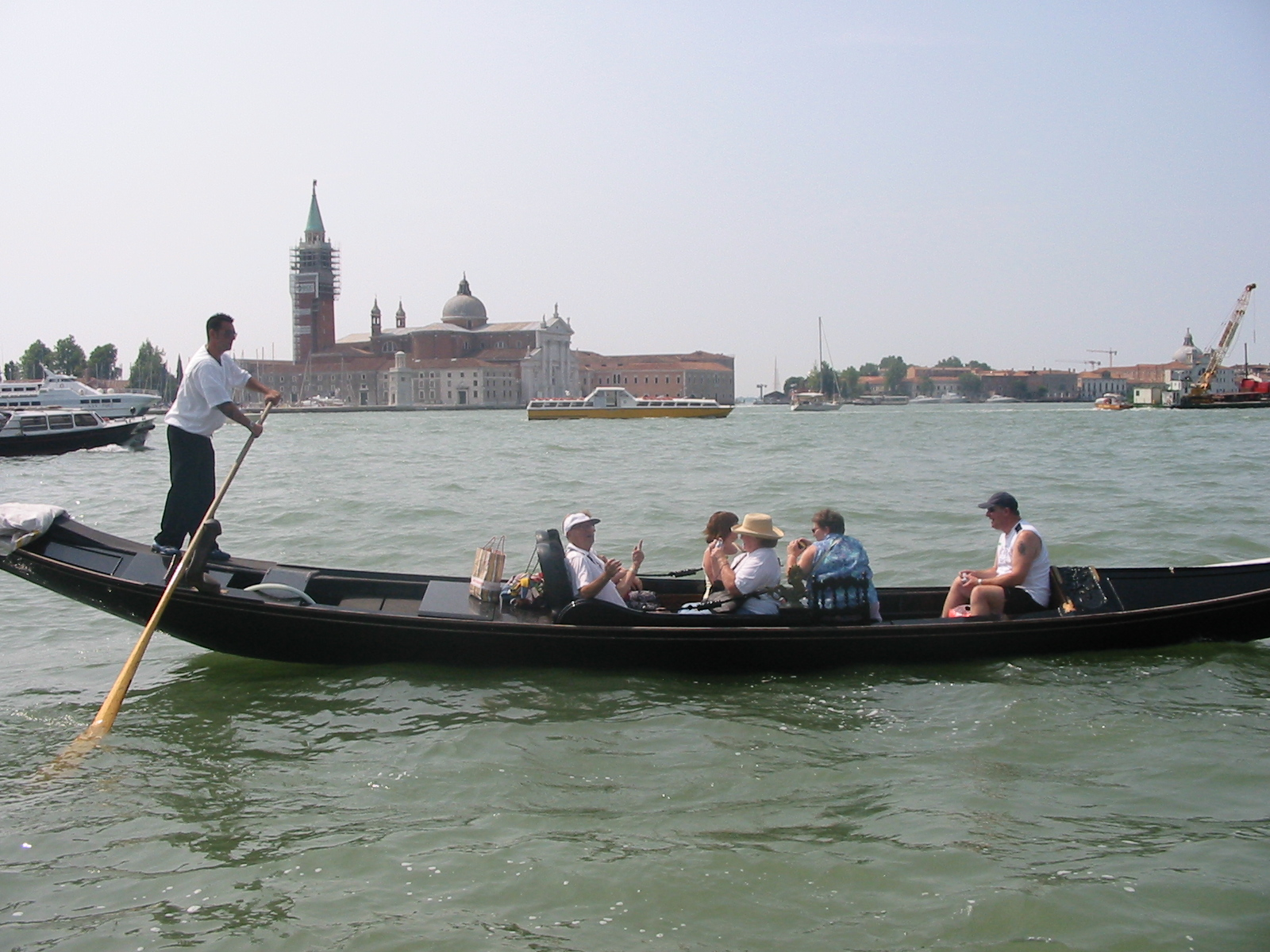
Gondola w Wenecji

Gondola – łódź wiosłowa, napędzana i kierowana przez wioślarza zwanego gondolierem, służąca tradycyjnie do przemieszczania się po kanałach miasta Wenecji, obecnie raczej w charakterze atrakcji turystycznej.
Kształt i konstrukcja gondoli wywodzi się z przybrzeżnych i rzecznych południowosłowiańskich łodzi rybackich; jej cechą charakterystyczną jest asymetryczny kadłub z bardzo dużymi nawisami; asymetria kadłuba umożliwia używanie tylko jednego, długiego wiosła do napędu i sterowania (za to wymaga znacznego doświadczenia w kierowaniu gondolą). Przy pełnym obciążeniu wynoszącym 1200 kg gondolier potrafi płynąć z prędkością 3 węzłów.
Gondola jest łodzią płaskodenną o bardzo małym zanurzeniu. Jej długość najczęściej wynosi 10,87 metra, zaś szerokość 1,42. Wiosło wyciosane jest z drewna bukowego, ma 4,20 metra długości i waży nie mniej niż 4,30 kg. Ma kształt podobny do litery J. Osadzone jest w dulce kołkowej nazwanej forcola wyciosanej z drewna orzechowego. Dla zrównoważenia ciężaru gondoliera stojącego na końcu rufy na dziobie umocowano il ferro – ciężkie stalowe okucie.
W sztuce: literaturze, teatrze i filmie, rozpowszechniono obraz gondoli jako miejsca nad wyraz romantycznego, którego napięcie podtrzymywał nierzadko śpiew wioślarza – tak zwana gondoliera (zob. barkarola).